# Rally Dakar de 2019
El Rally Dakar de 2019 fue la cuadragésima primera edición de la carrera de rally raid más exigente del mundo. Se realizó entre el 6 y el 17 de enero de ese año, por undécima vez consecutiva en América del Sur, tras la cancelación de la edición de 2008 en África por amenazas terroristas y por primera vez en un solo país, Perú. 
La empresa francesa ASO (Amaury Sport Organisation) es la organizadora del Dakar, que en esta oportunidad se disputó por primera vez en un solo país, Perú, luego de que Argentina, Bolivia y Chile no se pusieran de acuerdo con la empresa organizadora y decidieran restarse de la competencia. Paraguay había hecho oficial su intención de participar pero al no tener a un país intermedio con Perú quedó descartado, igualmente Ecuador anunció interés pero al final no se llegó a ningún acuerdo.
La salida y la final de la competencia fueron en la ciudad de Lima y se disputó en 10 etapas.

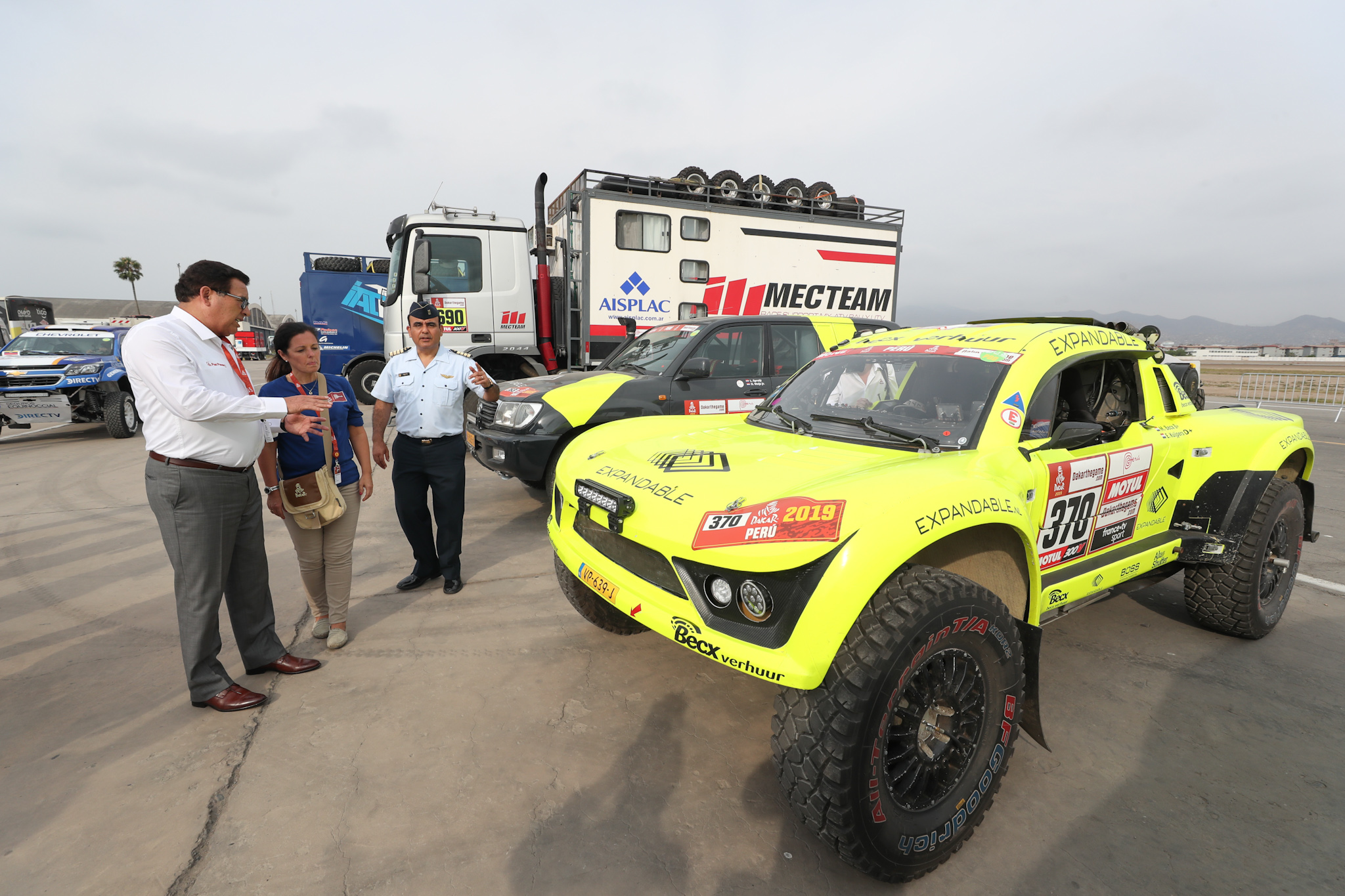
Un buggy Mitjet off road, conducido por el neerlandés Michiel Becx durante la feria de inauguración en el distrito de Magdalena del Mar en Lima.

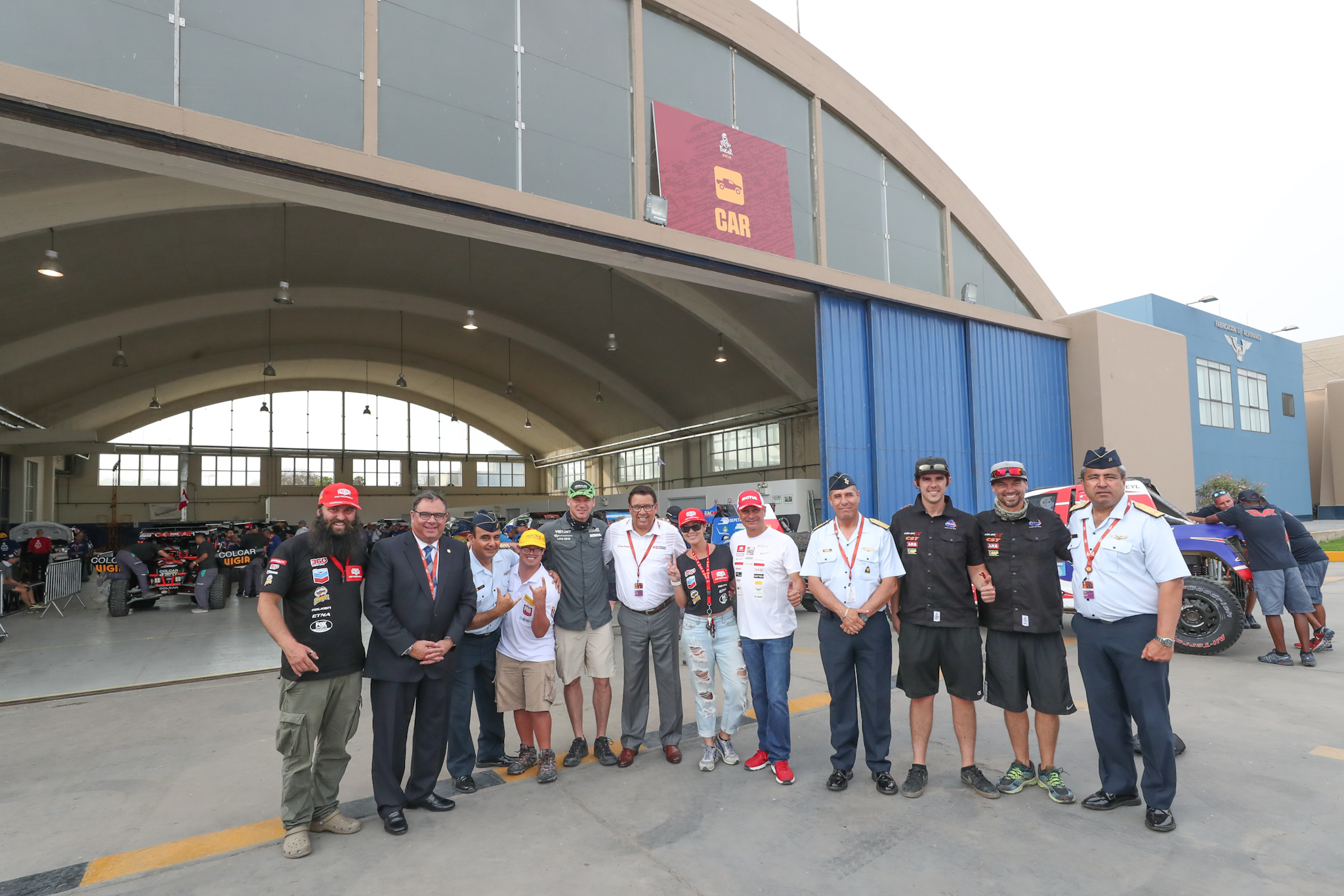
Algunos participantes durante la feria de inauguración en el distrito de Magdalena del Mar en Lima.

## Etapas
Recorrido oficial entregado por la organización.
| Etapa | Fecha               | Partida                                             | Llegada                                             | Especial                    | Especial                    | Especial                    | Enlace                      | Enlace                      |        |
| Etapa | Fecha               | Partida                                             | Llegada                                             | Motos & Quads               | Autos & SxS                 | Camiones                    | Motos & Quads               | Autos, SxS & Camiones       |        |
| ----- | ------------------- | --------------------------------------------------- | --------------------------------------------------- | --------------------------- | --------------------------- | --------------------------- | --------------------------- | --------------------------- | ------ |
| 1     | 7 de enero de 2019  | Lima                                                | Pisco                                               | 84 km                       | 84 km                       | 84 km                       | 247 km                      | 247 km                      | 247 km |
| 2     | 8 de enero de 2019  | Pisco                                               | San Juan de Marcona                                 | 342 km                      | 342 km                      | 342 km                      | 212 km                      | 212 km                      | 212 km |
| 3     | 9 de enero de 2019  | San Juan de Marcona                                 | Arequipa                                            | 331 km                      | 331 km                      | 331 km                      | 468 km                      | 468 km                      | 468 km |
| 4     | 10 de enero de 2019 | Arequipa                                            | Moquegua (motos, quads) Tacna (autos, SSV, camions) | 352 km                      | 352 km                      | 352 km                      | 159 km                      | 312 km                      |        |
| 5     | 11 de enero de 2019 | Moquegua (motos, quads) Tacna (autos, SSV, camions) | Arequipa                                            | 345 km                      | 452 km                      | 452 km                      | 431 km                      | 262 km                      |        |
|       | 12 de enero de 2019 | Día de descanso en Arequipa                         | Día de descanso en Arequipa                         | Día de descanso en Arequipa | Día de descanso en Arequipa | Día de descanso en Arequipa | Día de descanso en Arequipa | Día de descanso en Arequipa |        |
| 6     | 13 de enero de 2019 | Arequipa                                            | San Juan de Marcona                                 | 317 km                      | 291 km                      | 291 km                      | 522 km                      | 519 km                      |        |
| 7     | 14 de enero de 2019 | San Juan de Marcona                                 | San Juan de Marcona                                 | 323 km                      | 323 km                      | 323 km                      | 64 km                       | 64 km                       |        |
| 8     | 15 de enero de 2019 | San Juan de Marcona                                 | Pisco                                               | 361 km                      | 361 km                      | 361 km                      | 215 km                      | 215 km                      |        |
| 9     | 16 de enero de 2019 | Pisco                                               | Pisco                                               | 313 km                      | 313 km                      | 311 km                      | 97 km                       | 97 km                       | 97 km  |
| 10    | 17 de enero de 2019 | Pisco                                               | Lima                                                | 112 km                      | 112 km                      | 112 km                      | 246 km                      | 246 km                      |        |
| Total | Total               | Total                                               | Total                                               | 2880 km                     | 2961 km                     | 2959 km                     | 2661 km                     | 2642 km                     |        |

## Participantes
- Participantes inscritos en cada categoría.
| KTM       | 1  | Matthias Walkner             | Austria                |
| Honda     | 2  | Paulo Gonçalves              | Portugal               |
| KTM       | 3  | Toby Price                   | Australia              |
| Yamaha    | 4  | Adrien van Beveren           | Francia                |
| Honda     | 5  | Joan Barreda Bort            | España                 |
| Husqvarna | 6  | Pablo Quintanilla            | Chile                  |
| Hero      | 7  | Oriol Mena                   | España                 |
| Yamaha    | 8  | Franco Caimi                 | Argentina              |
| Honda     | 10 | José Ignacio Cornejo Florimo | Chile                  |
| KTM       | 11 | Štefan Svitko                | Eslovaquia             |
| KTM       | 12 | Juan Pedrero García          | España                 |
| KTM       | 14 | Sam Sunderland               | Reino Unido            |
| Honda     | 15 | Ricky Brabec                 | Estados Unidos         |
| Sherco    | 16 | Michael Metge                | Francia                |
| KTM       | 17 | Laia Sanz                    | España                 |
| Yamaha    | 18 | Xavier de Soultrait          | Francia                |
| KTM       | 20 | Armand Monleon               | España                 |
| KTM       | 21 | Ivan Jakeš                   | Eslovaquia             |
| Honda     | 22 | Diego Martin Duplessis       | Argentina              |
| Sherco    | 24 | Adrien Metge                 | Francia                |
| Yamaha    | 25 | Rodney Faggotter             | Australia              |
| Husqvarna | 26 | Carlos Gracida Garza         | México                 |
| Hero      | 27 | Joaquim Rodrigues            | Portugal               |
| Honda     | 28 | Daniel Nosiglia Jager        | Bolivia                |
| Husqvarna | 29 | Andrew Short                 | Estados Unidos         |
| KTM       | 30 | Marc Sola Terradellas        | España                 |
| KTM       | 31 | Fabricio Fuentes             | Bolivia                |
| KTM       | 32 | Emanuel Gyenes               | Rumania                |
| Husqvarna | 33 | Jacopo Cerutti               | Italia                 |
| KTM       | 34 | Mario Patrão                 | Portugal               |
| KTM       | 36 | Maciej Giemza                | Polonia                |
| KTM       | 37 | Loic Minaudier               | Francia                |
| KTM       | 38 | Milan Engel                  | República Checa        |
| KTM       | 39 | Benjamin Melot               | Francia                |
| Husqvarna | 41 | Mohammed Balooshi            | Emiratos Árabes Unidos |
| Husqvarna | 42 | Maurizio Gerini              | Italia                 |
| KTM       | 43 | Adam Tomiczek                | Polonia                |
| Kawasaki  | 44 | Patricio Cabrera             | Chile                  |
| KTM       | 45 | Arnold Brucy                 | Francia                |
| Husqvarna | 46 | Jan Brabec                   | República Checa        |
| Honda     | 47 | Kevin Benavides              | Argentina              |
| Sherco    | 48 | Aravind Prabhakar            | India                  |
| Husqvarna | 49 | Max Hunt                     | Reino Unido            |
| Hero      | 50 | CS Santosh                   | India                  |
| KTM       | 51 | Alberto Santiago Ontiveros   | Argentina              |
| KTM       | 52 | David Megre                  | Portugal               |
| KTM       | 53 | Carlos Vellutino             | Perú                   |
| Husqvarna | 54 | Fausto Mota                  | España                 |
| Husqvarna | 55 | Mirjam Pol                   | Países Bajos           |
| Husqvarna | 56 | Anastasiya Nifontova         | Rusia                  |
| Husqvarna | 57 | Gabriela Novotná             | República Checa        |
| Honda     | 58 | Walter Nosiglia Jager        | Bolivia                |
| KTM       | 59 | Petr Vlček                   | República Checa        |
| KTM       | 60 | Edwin Straver                | Países Bajos           |
| Yamaha    | 61 | Anthony Boursaun             | Francia                |
| KTM       | 62 | Hugo Lopes                   | Portugal               |
| Sherco    | 63 | Lorenzo Santolno             | España                 |
| KTM       | 64 | Óscar Romero Montoya         | España                 |
| Yamaha    | 65 | Guillaume Chollet            | Francia                |
| KTM       | 66 | Danny Robert Nogales Copa    | Bolivia                |
| KTM       | 67 | Marcel Snijders              | Países Bajos           |
| Husqvarna | 68 | Jan Veselý                   | República Checa        |
| KTM       | 69 | Florent Vayssade             | Francia                |
| KTM       | 70 | Abdullah Al Shatti           | Kuwait                 |
| KTM       | 71 | Garrett Poucher              | Estados Unidos         |
| KTM       | 72 | Ben Young                    | Australia              |
| Husqvarna | 73 | Skyler Howes                 | Estados Unidos         |
| KTM       | 74 | Nicolas Brabeck-Letmathe     | Austria                |
| Yamaha    | 75 | Antonio Maio                 | Portugal               |
| KTM       | 77 | Luciano Benavides            | Argentina              |
| Husqvarna | 78 | Antoine Rigaudeau            | Francia                |
| KTM       | 79 | Simon Marcic                 | Eslovenia              |
| Bosuer    | 80 | Willy Jobard                 | Francia                |
| KTM       | 81 | Sebastián Cavallero          | Perú                   |
| KTM       | 82 | Balys Bardauskas             | Lituania               |
| KTM       | 83 | Sjors Van Heertum            | Países Bajos           |
| KTM       | 84 | Ignacio Sanchís              | España                 |
| KTM       | 85 | Landry Maillet               | Francia                |
| KTM       | 86 | Charlie Herbst               | Francia                |
| KTM       | 87 | Oswaldo Burga                | Perú                   |
| KTM       | 88 | Fernando Hernández           | Argentina              |
| KTM       | 89 | Zhang Min                    | China                  |
| KTM       | 90 | Zhao Hongyi                  | China                  |
| KTM       | 91 | Gabor Saghmeister            | Serbia                 |
| KTM       | 92 | Arunas Gelazninkas           | Lituania               |
| KTM       | 93 | Herwin Hopmans               | Países Bajos           |
| KTM       | 94 | Matías Notti                 | Argentina              |

| Coches                 | Coches | Coches                          | Coches          | Coches                       | Coches          | Coches |
| Marca                  | Número | Piloto                          | Piloto          | Copiloto                     | Copiloto        |        |
| ---------------------- | ------ | ------------------------------- | --------------- | ---------------------------- | --------------- | ------ |
| MINI                   | 300    | Carlos Sainz                    | España          | Lucas Cruz                   | España          |        |
| Toyota                 | 301    | Nasser Al-Attiyah               | Catar           | Mathieu Baumel               | Francia         |        |
| Toyota                 | 302    | Giniel de Villiers              | Sudáfrica       | Dirk von Zitzewitz           | Alemania        |        |
| MINI                   | 303    | Jakub Przygoński                | Polonia         | Tom Colsoul                  | Bélgica         |        |
| MINI                   | 304    | Stéphane Peterhansel            | Francia         | David Castera                | Francia         |        |
| Ford                   | 305    | Martin Prokop                   | República Checa | Jan Tománek                  | República Checa |        |
| Peugeot                | 306    | Sébastien Loeb                  | Francia         | Daniel Elena                 | Mónaco          |        |
| MINI                   | 307    | Nani Roma                       | España          | Álex Haro Bravo              | España          |        |
| MINI                   | 308    | Cyril Despres                   | Francia         | Jean-Paul Cottret            | Francia         |        |
| Toyota                 | 309    | Bernhard ten Brinke             | Países Bajos    | Xavier Panseri               | Francia         |        |
| MINI                   | 310    | Orlando Terranova               | Argentina       | Bernado Graue                | Argentina       |        |
| Toyota                 | 311    | Vladimir Vasilyev               | Rusia           | Konstantin Zhilstov          | Rusia           |        |
| Peugeot                | 312    | Harry Hunt                      | Reino Unido     | Wouter Rosegaar              | Países Bajos    |        |
| MINI                   | 314    | Yazeed Al-Rajhi                 | Arabia Saudita  | Timo Gottschalk              | Alemania        |        |
| Toyota                 | 315    | Antanas Juknevicius             | Lituania        | Darius Vaiciulis             | Lituania        |        |
| Arctic Cat             | 316    | Robby Gordon                    | Estados Unidos  | Kellon Walch                 | Estados Unidos  |        |
| Toyota                 | 317    | Erik van Loon                   | Países Bajos    | Harmen Scholtalbers          | Países Bajos    |        |
| Geely                  | 318    | Wei Lan                         | China           | Min Liao                     | China           |        |
| Toyota                 | 319    | Ronan Chabot                    | Francia         | Gilles Pillot                | Francia         |        |
| Buggy (LCR 30)         | 320    | Mathieu Serradori               | Francia         | Fabian Lurquin               | Bélgica         |        |
| MINI                   | 321    | Boris Garafulic                 | Chile           | Filipe Palmeiro              | Portugal        |        |
| Buggy                  | 322    | Nicolás Fuchs                   | Perú            | Fernando Adrián Mussano      | Argentina       |        |
| BMW                    | 324    | Isidre Esteve Pujol             | España          | Txema Villalobos             | España          |        |
| Peugeot                | 325    | Pierre Lachaume                 | Francia         | Jean Michel Polato           | Francia         |        |
| Geely                  | 326    | Philippe Gache                  | Francia         | Stéphane Prévot              | Bélgica         |        |
| Toyota                 | 327    | Aron Domzala                    | Polonia         | Maciej Marton                | Polonia         |        |
| Toyota                 | 328    | Yasir Seaidan                   | Arabia Saudita  | Alexey Kuzmich               | Rusia           |        |
| Nissan                 | 329    | Jürgen Schröder                 | Alemania        | Daniel Schröder              | Alemania        |        |
| Toyota                 | 330    | Benediktas Vanagas              | Lituania        | Sebastian Rozwadowski        | Polonia         |        |
| Ford                   | 332    | Tomas Ouředníček                | República Checa | David Křípal                 | República Checa |        |
| Peugeot                | 333    | Jean-Pascal Besson              | Francia         | Jean Brucy                   | Francia         |        |
| Mercedes-Benz          | 334    | Martin Maldonado                | Argentina       | Tomislav Glavic              | Croacia         |        |
| Ssangyong              | 335    | Óscar Fuertes Aldanondo         | España          | Diego Vallejo                | España          |        |
| Borgward               | 336    | Erik Wevers                     | Países Bajos    | Ashley García Chávez         | Perú            |        |
| Toyota                 | 337    | Vaidotas Zala                   | Lituania        | Saulius Jurgelenas           | Lituania        |        |
| Toyota                 | 338    | Jesús Calleja                   | España          | Eduardo Blanco               | España          |        |
| Toyota                 | 339    | Maik Willems                    | Países Bajos    | Robert Van Pelt              | Países Bajos    |        |
| Arctic Cat             | 346    | Cole Potts                      | Estados Unidos  | Max Eddy                     | Estados Unidos  |        |
| Buggy (Jefferies)      | 347    | Tim Coronel                     | Países Bajos    | Tom Coronel                  | Países Bajos    |        |
| Toyota                 | 348    | Akira Miura                     | Japón           | Laurent Lichtleuchter        | Francia         |        |
| Toyota                 | 350    | Christian Lavielle              | Francia         | Jean-Pierre Garcin           | Francia         |        |
| Mitsubishi             | 351    | Cristina Gutiérrez Herrero      | España          | Pablo Moreno Huete           | España          |        |
| Toyota                 | 352    | Xavier Foj                      | España          | Ignacio Santamaría           | Argentina       |        |
| Buggy (Dunbee)         | 353    | Stephane Henrard                | Bélgica         | Gatien du Bois               | Bélgica         |        |
| Buggy (MDQ2)           | 354    | Omar Eliseo Gandara             | Argentina       | Ramiro Corvalan              | Argentina       |        |
| Buggy (Sodicars)       | 355    | Philippe Boutron                | Francia         | Mayeul Barbet                | Francia         |        |
| Buggy (LCR30)          | 356    | Michael Pisano                  | Francia         | Valentin Sarreaud            | Francia         |        |
| Volkswagen             | 357    | Alberto Rodrigo Gutiérrez Fleig | Bolivia         | Sebastián Cesana             | Argentina       |        |
| Buggy (Optimus MD)     | 363    | Remy Vauthier                   | Suiza           | Pascal Larroque              | Francia         |        |
| Peugeot                | 364    | Pierre Lafay                    | Francia         | Sebastian Delaunay           | Francia         |        |
| Volkswagen             | 365    | Mauricio Salazar Velásquez      | Colombia        | Mauricio Salazar Sierra      | Colombia        |        |
| Bowler                 | 367    | Blade Hildebrand                | Estados Unidos  | Bill Conger                  | Estados Unidos  |        |
| Can-Am                 | 368    | Joan Font                       | España          | Juan Felix Bravo Aguilar     | España          |        |
| Can-Am                 | 369    | Vincent Guindani                | Francia         | Stephane Nguyen Quac Vinh    | Francia         |        |
| Buggy (Mitjet Offroad) | 370    | Michiel Becx                    | Países Bajos    | Edwin Kuijpers               | Países Bajos    |        |
| Yamaha                 | 371    | Camelia Liparoti                | Italia          | Rosa Romero Font             | España          |        |
| Mini                   | 374    | Denis Krotov                    | Rusia           | Dmytro Tsyro                 | Ucrania         |        |
| Can-Am                 | 375    | Adrien Goguet                   | Francia         | Gregory Gilson               | Francia         |        |
| Yamaha                 | 377    | Ahmed Alkuwari Fahad            | Catar           | Angelo Montico               | Italia          |        |
| Toyota                 | 380    | Marco Piana                     | Francia         | Steven Griener               | Suiza           |        |
| Buggy (Predator)       | 381    | Xavier Lormand                  | Francia         | Guillaume Jorda              | Francia         |        |
| Can-Am                 | 382    | Daniel Saskin                   | Croacia         | Sasa Bitterman               | Croacia         |        |
| Opel                   | 383    | Balazs Szalay                   | Hungría         | Laszló Bunkoczi              | Hungría         |        |
| Volkswagen             | 384    | Fernando Ferrrand Malatesta     | Perú            | Fernando Ferrand del Busto   | Perú            |        |
| Toyota                 | 386    | Yuxiang Liang                   | China           | Hongtao Kou                  | China           |        |
| Mitsubishi             | 387    | Francisco León                  | Perú            | Tomás Hirahoka               | Perú            |        |
| Toyota                 | 389    | He Zhitao                       | China           | Kai Zhao                     | China           |        |
| Buggy (Century CR6)    | 390    | David Bensadoun                 | Canadá          | Patrick Beaulé               | Canadá          |        |
| Toyota                 | 391    | Jeromé Renaud                   | Francia         | Max Delfino                  | Francia         |        |
| Toyota                 | 392    | Diego Weber                     | Perú            | Juan Jose Ponce Aylwin       | Ecuador         |        |
| Renault                | 393    | Sergio Samaniego                | Perú            | Carlos Manuel Saavedra Curi  | Perú            |        |
| Land Rover             | 394    | Gérard Tramoni                  | Francia         | Dominique Totain             | Francia         |        |
| Buggy (Herrator)       | 395    | Luis Fernando Barbery Paz       | Bolivia         | Hernán Daza Jiménez          | Bolivia         |        |
| Can-Am                 | 396    | Thierry Pitavy                  | Francia         | Gilles Colombet              | Francia         |        |
| Chevrolet              | 399    | Sebastián Guayasamin            | Ecuador         | Mauro Esteban Lipez          | Argentina       |        |
| Can-Am                 | 402    | Emilio Ferrando                 | España          | Guillermo Gómez de Las Heras | España          |        |
| Polaris                | 403    | Aníbal Aliaga                   | Perú            | Gustavo Medina Luna          | Perú            |        |
| Toyota                 | 404    | Álex Aguirregavria              | España          | Jordi Comallonga             | España          |        |
| Toyota                 | 405    | Miguel Ángel Álvarez Pineda     | Perú            | Ricardo Mendiola             | Perú            |        |
| Buggy (Raitec RA02)    | 406    | Gianpaolo Bedin                 | Italia          | Guido Toni                   | Italia          |        |
| Can-Am                 | 408    | Fabio Del Punta                 | Italia          | Stefano Sinibaldi            | Italia          |        |
| Holden                 | 409    | Stephen Riley                   | Australia       | Trevor Hanks                 | Australia       |        |
| Toyota                 | 411    | Fernanda Kanno                  | Perú            | Alonso Carrillo              | Perú            |        |
| Can-Am                 | 413    | Byambatsogt Udiikhuu            | Mongolia        | Byambadelger Udiikhuu        | Mongolia        |        |
| Can-Am                 | 415    | Dani Sola                       | España          | Pedro López Chaves           | España          |        |
| Nissan                 | 419    | Thomas Bell                     | Reino Unido     | Patrick McMurren             | Reino Unido     |        |
| Toyota                 | 420    | Nicolas Falloux                 | Francia         | Florian Gonzales             | Francia         |        |
| Can-Am                 | 422    | Bruno Afonso Martins            | Portugal        | Rui Jorge Pereira Ferreira   | Portugal        |        |
| Ford                   | 423    | Andrea Schiumarini              | Italia          | Andrea Succi                 | Italia          |        |
| Buggy (Henrard Dunbee) | 424    | Philippe Lambilliotte           | Bélgica         | Maxime Lambilliotte          | Bélgica         |        |
| Polaris                | 425    | Jean Remy Bergounhe             | Francia         | Patrick Sireyjol             | Francia         |        |
| Toyota                 | 426    | Andrea Patricia Lafarja Bittar  | Paraguay        | Eugenio Arrieta              | Argentina       |        |
| Toyota                 | 428    | Ramón Nuñez                     | Argentina       | Fernando Matías Acosta       | Argentina       |        |
| Nissan                 | 429    | Shammer Variawa                 | Sudáfrica       | Zaheer Bodhanya              | Sudáfrica       |        |
| Polaris                | 432    | Nicolas Ricardo Zingoni         | Argentina       | Pedro Usandizaga             | Argentina       |        |
| Polaris                | 433    | Jacques Barron Mifflin          | Perú            | Lucas Barron                 | Perú            |        |
| Can-Am                 | 434    | Adrián Santos                   | Argentina       | Oriol Vidal                  | España          |        |
| Can-Am                 | 436    | José Luis Álvarez               | España          | Joel Álvarez Moreno          | España          |        |
| Can-Am                 | 439    | Bernd Hanns Hoffman             | Alemania        | Juan Carlos Carignani        | Alemania        |        |
| Toyota                 | 440    | Luis Alayza                     | Perú            | Ive Bromberg                 | Perú            |        |

| Yamaha | 240 | Nicolás Cavigliasso          | Argentina       |
| Yamaha | 241 | Jeremías González Ferioli    | Argentina       |
| Yamaha | 245 | Nelson Sanabria Galeano      | Paraguay        |
| Yamaha | 247 | Axel Dutrie                  | Francia         |
| Yamaha | 250 | Alexandre Giroud             | Francia         |
| Yamaha | 252 | Carlos Alejandro Verza       | Argentina       |
| IBOS   | 253 | Tomáš Kubiena                | República Checa |
| Can-Am | 254 | Martín Sarquiz               | Argentina       |
| Can-Am | 255 | Kamil Wiśniewski             | Polonia         |
| Yamaha | 257 | Gustavo Gallego              | Argentina       |
| Honda  | 258 | Walter Nosiglia              | Bolivia         |
| Yamaha | 259 | Sébastien Souday             | Francia         |
| Can-Am | 260 | Julien Estanguet             | Argentina       |
| Can-Am | 261 | Leonardo Martínez            | Bolivia         |
| Yamaha | 262 | Emilio Choy                  | Perú            |
| Can-Am | 263 | Nicolás Robledo Serna        | Colombia        |
| Honda  | 264 | Santiago Hansen              | Argentina       |
| Yamaha | 265 | John Maragozidis             | Australia       |
| Yamaha | 266 | Benoit Aubrion               | Francia         |
| Yamaha | 267 | Christian José Málaga Carpio | Perú            |
| Yamaha | 269 | Luis Barahona                | Chile           |
| Yamaha | 270 | Giovanni Enrico              | Chile           |
| Can-Am | 271 | Javier Fernández Diego       | Uruguay         |
| Yamaha | 273 | Manuel Andújar               | Argentina       |
| Yamaha | 275 | Gastón Ariel Mattarucco      | Argentina       |
| Yamaha | 276 | Italo Pedemonte              | Chile           |

| Camiones       | Camiones | Camiones                           | Camiones        | Camiones                | Camiones        | Camiones                    | Camiones        |
| Marca          | Número   | Piloto                             | Piloto          | Copiloto                | Copiloto        | Mecánico                    | Mecánico        |
| -------------- | -------- | ---------------------------------- | --------------- | ----------------------- | --------------- | --------------------------- | --------------- |
| Kamaz          | 500      | Eduard Nikolaev                    | Rusia           | Evgeny Yakovlev         | Rusia           | Vladimir Rybakov            | Rusia           |
| MAZ            | 501      | Siarhei Viazovich                  | Bielorrusia     | Pavel Haranin           | Bielorrusia     | Andrei Zhyhulin             | Bielorrusia     |
| Kamaz          | 502      | Ayrat Mardeev                      | Rusia           | Dmitriy Svistunov       | Rusia           | Aydar Belyaev               | Rusia           |
| Iveco          | 503      | Gerard de Rooy                     | Países Bajos    | Moisés Torrallardona    | España          | Darek Rodewald              | Polonia         |
| LiAZ           | 504      | Martin Macík                       | República Checa | František Tomášek       | República Checa | Lukáš Kalanka               | Eslovaquia      |
| Iveco          | 505      | Federico Villagra                  | Argentina       | Adrián Arturo Yacopini  | Argentina       | Ricardo Adrian Torlaschi    | Argentina       |
| Renault Trucks | 506      | Martín van den Brink               | Países Bajos    | Wouter de Graaf         | Países Bajos    | Mitchel van der Brink       | Países Bajos    |
| Tatra          | 507      | Aleš Loprais                       | República Checa | Ferrán Marco Alcayna    | España          | Petr Pokora                 | República Checa |
| Tatra          | 508      | Martin Kolomý                      | República Checa | Jiří Stross             | República Checa | Rostislav Plný              | República Checa |
| Iveco          | 509      | Ton van Genugten                   | Países Bajos    | Bernard Der Kinderen    | Países Bajos    | Peter Willemsen             | Bélgica         |
| HINO           | 510      | Teruhito Sugawara                  | Japón           | Katsumi Hamura          | Japón           |                             |                 |
| MAZ            | 511      | Aliaksei Vishneuski                | Bielorrusia     | Maksim Novikau          | Bielorrusia     | Andrei Neviarovich          | Bielorrusia     |
| Renault Trucks | 512      | Gert Huznik                        | Países Bajos    | Martin Roesink          | Países Bajos    | Rob Buursen                 | Países Bajos    |
| Iveco          | 513      | Maurik van den Heuvel              | Países Bajos    | Peter Kuijpers          | Países Bajos    | Martijn van Rooij           | Países Bajos    |
| Kamaz          | 514      | Dmitry Sotnikov                    | Rusia           | Dmitrii Nikitin         | Rusia           | Ilnur Mustafin              | Rusia           |
| Tatra          | 515      | Martin Šoltys                      | República Checa | Tomáš Šikola            | República Checa | David Schovánek             | República Checa |
| MAN            | 516      | Alberto Herrero                    | España          | Martín Pina González    | España          | Paulo Fiuza                 | Portugal        |
| HINO           | 517      | Yoshimasa Sugawara                 | Japón           | Ahito Sakurai           | Japón           |                             |                 |
| Kamaz          | 518      | Andrey Karginov                    | Rusia           | Andrey Mokeev           | Rusia           | Igor Leonov                 | Rusia           |
| MAZ            | 519      | Aleksandr Vasilevski               | Bielorrusia     | Dzmitry Vikhrenka       | Bielorrusia     | Anton Zaparoshchanka        | Bielorrusia     |
| Man            | 520      | Matthias Behringer                 | Alemania        | Stefan Henken           | Alemania        | Sean Berriman               | Sudáfrica       |
| Man            | 521      | Jordi Juvanteny                    | España          | José Luis Criado        | España          | Xavier Domenech             | España          |
| Man            | 522      | Gerrit Zuurmond                    | Países Bajos    | Jasper Riezebos         | Países Bajos    | Klaas Kwakkel               | Países Bajos    |
| Ford           | 523      | Peter Van Delm                     | Bélgica         | Kurt Keysers            | Bélgica         | Steven Vaesen               | Bélgica         |
| DAF            | 524      | Claudio Bellina                    | Italia          | Giulio Minelli          | Italia          | Bruno Gotti                 | Italia          |
| DAF            | 525      | William de Groot                   | Países Bajos    | Ben Van Der Laar        | Países Bajos    | Bert Van Valkenburg         | Países Bajos    |
| DAF            | 528      | Richard de Groot                   | Países Bajos    | Jan Hulsebosch          | Países Bajos    | Raph Van Den Elshout        | Países Bajos    |
| DAF            | 529      | Jordi Celma Obiols                 | España          | Jose Martins            | Portugal        | Pierre Tuheil               | Francia         |
| Ford           | 530      | Yves Rutten                        | Bélgica         | Christophe Franco       | Bélgica         | Peter Convents              | Bélgica         |
| Renault Trucks | 531      | Janus Van Kasteren                 | Países Bajos    | Ervin Van Den Bosch     | Países Bajos    | Frank Van Hoof              | Países Bajos    |
| Man            | 532      | Ed Wigman                          | Países Bajos    | Joel Ebbers             | Países Bajos    | Hendrik Elisabert Schatorie | Países Bajos    |
| Man            | 533      | Rafael Tibau Maynou                | España          | Rafael Tibau Roura      | España          | Philipp Beier               | Alemania        |
| Iveco          | 534      | Dave Berghmans                     | Bélgica         | Bob Geenes              | Bélgica         | Damien Colin                | Bélgica         |
| Man            | 535      | Zsolt Darzsi                       | Hungría         | Fabien Catherine        | Francia         | Geoffrey Talghott           | Francia         |
| DAF            | 536      | Richard Gonzalez                   | Francia         | Franck Maldonado        | Francia         | Jean-Philippe Salviat       | Francia         |
| Iveco          | 537      | Michel Boucou                      | Francia         | Jean-Francois Cazeres   | Francia         | Thomas Robineau             | Francia         |
| Iveco          | 538      | Cesare Gianfranco Rickler Del Mare | Italia          | Dragos Razvan Buran     | Rumania         |                             |                 |
| Man            | 539      | Filip Škrobánek                    | República Checa | Petr Lesák              | República Checa | Radim Baculík               | República Checa |
| Man            | 540      | Jordi Ginesta                      | Andorra         | Frances Ester Fernández | España          | Marc Dardaillon             | Francia         |
| Man            | 541      | Ahmed Benbekhti                    | Argelia         | Samir Benbekhti         | Argelia         | Ramzi Osmani                | Argelia         |
| Man            | 542      | Sylvain Besnard                    | Francia         | Florence Deronce        | Francia         | Sylvain Laliche             | Francia         |

## Resultados de etapas

### Coches
| Etapa | Ganador de la etapa                       | Tiempo  | Líder de la general         |
| ----- | ----------------------------------------- | ------- | --------------------------- |
| 1     | Nasser Al-Attiyah (Toyota) Mathieu Baumel | 1:01:41 | Nasser Al-Attiyah (Toyota)  |
| 2     | Sébastien Loeb (Peugeot) Daniel Elena     | 3:26:53 | Giniel de Villiers (Toyota) |
| 3     | Stéphane Peterhansel (MINI) David Castera | 3:54:31 | Nasser Al-Attiyah (Toyota)  |
| 4     | Nasser Al-Attiyah (Toyota) Mathieu Baumel | 3:38:49 | Nasser Al-Attiyah (Toyota)  |
| 5     | Sébastien Loeb (Peugeot) Daniel Elena     | 4:56:34 | Nasser Al-Attiyah (Toyota)  |
| 6     | Sébastien Loeb (Peugeot) Daniel Elena     | 3:31:29 | Nasser Al-Attiyah (Toyota)  |
| 7     | Stéphane Peterhansel (MINI) David Castera | 4:00:01 | Nasser Al-Attiyah (Toyota)  |
| 8     | Sébastien Loeb (Peugeot) Daniel Elena     | 3:54:53 | Nasser Al-Attiyah (Toyota)  |
| 9     | Nasser Al-Attiyah (Toyota) Mathieu Baumel | 3:53:22 | Nasser Al-Attiyah (Toyota)  |
| 10    | Carlos Sainz (MINI) Lucas Cruz            | 1:20:01 | Nasser Al-Attiyah (Toyota)  |

### Motos
| Etapa | Ganador de la etapa           | Tiempo  | Líder de la general           |
| ----- | ----------------------------- | ------- | ----------------------------- |
| 1     | Joan Barreda Bort (Honda)     | 0:57:36 | Joan Barreda Bort (Honda)     |
| 2     | Matthias Walkner (KTM)        | 3:23:57 | Joan Barreda Bort (Honda)     |
| 3     | Xavier de Soultrait (Yamaha)  | 4:07:42 | Pablo Quintanilla (Husqvarna) |
| 4     | Ricky Brabec (Honda)          | 3:40:30 | Ricky Brabec (Honda)          |
| 5     | Sam Sunderland (KTM)          | 4:11:48 | Ricky Brabec (Honda)          |
| 6     | Pablo Quintanilla (Husqvarna) | 3:50:47 | Pablo Quintanilla (Husqvarna) |
| 7     | Sam Sunderland (KTM)          | 3:51:41 | Ricky Brabec (Honda)          |
| 8     | Matthias Walkner (KTM)        | 3:55:25 | Toby Price (KTM)              |
| 9     | Michael Metge (Sherco TVS)    | 3:46:38 | Toby Price (KTM)              |
| 10    | Toby Price (KTM)              | 1:14:01 | Toby Price (KTM)              |

### Camiones
| Etapa | Ganador de la etapa                                           | Tiempo  | Líder de la general     |
| ----- | ------------------------------------------------------------- | ------- | ----------------------- |
| 1     | Eduard Nikolaev (Kamaz) Evgenii Iakovlev Vladimir Rybakov     | 1:09:05 | Eduard Nikolaev (Kamaz) |
| 2     | Eduard Nikolaev (Kamaz) Evgenii Iakovlev Vladimir Rybakov     | 3:47:51 | Eduard Nikolaev (Kamaz) |
| 3     | Andrey Karginov (Kamaz) Andrey Mokeev Igor Leonov             | 4:26:49 | Eduard Nikolaev (Kamaz) |
| 4     | Andrey Karginov (Kamaz) Andrey Mokeev Igor Leonov             | 4:09:49 | Eduard Nikolaev (Kamaz) |
| 5     | Eduard Nikolaev (Kamaz) Evgenii Iakovlev Vladimir Rybakov     | 5:53:33 | Eduard Nikolaev (Kamaz) |
| 6     | Gerard de Rooy (Iveco) Darek Rodewald Moisés Torrallardona    | 4:34:10 | Eduard Nikolaev (Kamaz) |
| 7     | Gerard de Rooy (Iveco) Darek Rodewald Moisés Torrallardona    | 4:47:27 | Eduard Nikolaev (Kamaz) |
| 8     | Dmitry Sotnikov (Kamaz) Dmitry Nikitin Ilnur Mustafin         | 4:38:06 | Dmitry Sotnikov (Kamaz) |
| 9     | Eduard Nikolaev (Kamaz) Evgenii Iakovlev Vladimir Rybakov     | 4:19:37 | Eduard Nikolaev (Kamaz) |
| 10    | Ton van Genugten (Iveco) Bernard der Kinderen Peter Willemsen | 1:28:21 | Eduard Nikolaev (Kamaz) |

### Quads
| Etapa | Ganador de la etapa                | Tiempo  | Líder de la general          |
| ----- | ---------------------------------- | ------- | ---------------------------- |
| 1     | Nicolás Cavigliasso (Yamaha)       | 1:17:15 | Nicolás Cavigliasso (Yamaha) |
| 2     | Nicolás Cavigliasso (Yamaha)       | 4:22:10 | Nicolás Cavigliasso (Yamaha) |
| 3     | Jeremías González Ferioli (Yamaha) | 5:16:03 | Nicolás Cavigliasso (Yamaha) |
| 4     | Nicolás Cavigliasso (Yamaha)       | 4:52:07 | Nicolás Cavigliasso (Yamaha) |
| 5     | Nicolás Cavigliasso (Yamaha)       | 5:08:11 | Nicolás Cavigliasso (Yamaha) |
| 6     | Nicolás Cavigliasso (Yamaha)       | 5:14:40 | Nicolás Cavigliasso (Yamaha) |
| 7     | Nicolás Cavigliasso (Yamaha)       | 5:04:48 | Nicolás Cavigliasso (Yamaha) |
| 8     | Nicolás Cavigliasso (Yamaha)       | 4:13:27 | Nicolás Cavigliasso (Yamaha) |
| 9     | Nicolás Cavigliasso (Yamaha)       | 4:37:25 | Nicolás Cavigliasso (Yamaha) |
| 10    | Nicolás Cavigliasso (Yamaha)       | 1:48:38 | Nicolás Cavigliasso (Yamaha) |

### SxS
| Etapa | Ganador de la etapa               | Tiempo  | Líder de la general               |
| ----- | --------------------------------- | ------- | --------------------------------- |
| 1     | Reinaldo Varela (Can-Am)          | 1:11:13 | Reinaldo Varela (Can-Am)          |
| 2     | Francisco López Contardo (Can-Am) | 4:09:47 | Reinaldo Varela (Can-Am)          |
| 3     | Gerard Farrés (Can-Am)            | 4:35:58 | Francisco López Contardo (Can-Am) |
| 4     | Serguéi Kariakin (BRP)            | 4:23:59 | Serguéi Kariakin (BRP)            |
| 5     | Rodrigo Moreno Piazzoli (Can-Am)  | 6:33:52 | Rodrigo Moreno Piazzoli (Can-Am)  |
| 6     | Francisco López Contardo (Can-Am) | 4:12:08 | Gerard Farrés (Can-Am)            |
| 7     | Francisco López Contardo (Can-Am) | 4:30:08 | Reinaldo Varela (Can-Am)          |
| 8     | Francisco López Contardo (Can-Am) | 4:38:34 | Francisco López Contardo (Can-Am) |
| 9     | Reinaldo Varela (Can-Am)          | 4:20:02 | Francisco López Contardo (Can-Am) |
| 10    | Reinaldo Varela (Can-Am)          | 1:25:09 | Francisco López Contardo (Can-Am) |

## Clasificación final

### Coches
| Rank. | Piloto             | Copiloto           | Marca                        | Tiempo   | Diferencia |
| ----- | ------------------ | ------------------ | ---------------------------- | -------- | ---------- |
| 1     | Nasser Al-Attiyah  | Matthieu Baumel    | Toyota Hilux                 | 34:38:14 | -----      |
| 2     | Nani Roma          | Álex Haro Bravo    | MINI John Cooper Works Rally | 35:24:56 | + 46:42    |
| 3     | Sébastien Loeb     | Daniel Elena       | Peugeot 3008 DKR             | 36:32:32 | + 1:54:18  |
| 4     | Jakub Przygonski   | Tom Colsoul        | MINI All4 Racing             | 37:06:45 | + 2:28:31  |
| 5     | Cyril Despres      | Jean Paul Cottret  | MINI John Cooper Works Buggy | 37:26:57 | + 2:48:43  |
| 6     | Martin Prokop      | Jan Tomanek        | Ford Raptor RS Cross Country | 37:57:16 | + 3:19:02  |
| 7     | Yazeed Al-Rajhi    | Timo Gottschalk    | MINI John Cooper Works Rally | 39:09:10 | + 4:30:56  |
| 8     | Boris Garafulic    | Filipe Palmeiro    | MINI All4 Racing             | 42:36:12 | + 7:57:58  |
| 9     | Giniel de Villiers | Dirk von Zitzewitz | Toyota Hilux                 | 42:37:30 | + 7:59:16  |
| 10    | Ronan Chabot       | Gilles Pillot      | Toyota Hilux Overdrive       | 42:48:12 | + 8:09:58  |

### Motos
| Rank. | Piloto                       | Marca                  | Tiempo   | Diferencia |
| ----- | ---------------------------- | ---------------------- | -------- | ---------- |
| 1     | Toby Price                   | KTM 450 Rally          | 33:57:16 | -----      |
| 2     | Matthias Walkner             | KTM 450 Rally          | 34:06:29 | + 9:13     |
| 3     | Sam Sunderland               | KTM 450 Rally          | 34:10:50 | + 13:34    |
| 4     | Pablo Quintanilla            | Husqvarna FR 450 Rally | 34:18:02 | + 20:46    |
| 5     | Kevin Benavídes              | Honda CRF 450 Rally    | 34:38:30 | + 41:14    |
| 6     | Andrew Short                 | Husqvarna FR 450 Rally | 34:41:26 | + 44:10    |
| 7     | Xavier de Soultrait          | Yamaha WR450F Rally    | 34:51:16 | + 54:00    |
| 8     | José Ignacio Cornejo Florimo | Honda CRF 450 Rally    | 35:05:22 | + 1:08:06  |
| 9     | Luciano Benavídes            | KTM 450                | 35:06:26 | + 1:09:10  |
| 10    | Oriol Mena                   | Speedbrain 450 Rally   | 36:05:57 | + 2:08:41  |

### Camiones
| Rank. | Piloto                | Marca                  | Tiempo   | Diferencia |
| ----- | --------------------- | ---------------------- | -------- | ---------- |
| 1     | Eduard Nikolaev       | Kamaz 43509            | 41:01:35 | -----      |
| 2     | Dmitry Sotnikov       | Kamaz 43509            | 41:27:11 | + 25:36    |
| 3     | Gerard de Rooy        | [Iveco PowerStar]]     | 42:36:19 | + 1:34:44  |
| 4     | Federico Villagra     | Iveco PowerStar        | 46:50:43 | + 5:49:08  |
| 5     | Aleš Loprais          | Tatra Jamal - Queen 69 | 47:01:26 | + 5:59:51  |
| 6     | Siarhei Viazovich     | MAZ 5309RR             | 47:41:04 | + 6:39:29  |
| 7     | Ton van Genugten      | Iveco PowerStar        | 50:17:01 | + 9:15:26  |
| 8     | Aleksandr Vasilevski  | MAZ 5309RR             | 51:18:36 | + 10:17:01 |
| 9     | Teruhito Sugawara     | Hino 500               | 52:23:44 | + 11:22:09 |
| 10    | Maurik van den Heuvel | Iveco PowerStar        | 52:55:50 | + 11:54:15 |

### Quads
| Rank. | Piloto                    | Marca                  | Tiempo   | Diferencia |
| ----- | ------------------------- | ---------------------- | -------- | ---------- |
| 1     | Nicolás Cavigliasso       | Yamaha YFM700 R        | 43:01:54 | -----      |
| 2     | Jeremías González Ferioli | Yamaha Raptor 700      | 44:57:31 | + 1:55:37  |
| 3     | Gustavo Gallego           | Yamaha Raptor 700      | 45:13:42 | + 2:11:48  |
| 4     | Alexandre Giroud          | Yamaha YFZ 700         | 47:04:35 | + 4:02:41  |
| 5     | Manuel Andújar            | Yamaha Raptor 700      | 49:40:04 | + 6:38:10  |
| 6     | Kamil Wisniewski          | Can-Am Renegade 850XXC | 51:45:26 | + 8:43:32  |
| 7     | Luis Barahona             | Yamaha Raptor 700      | 55:30:25 | + 12:28:31 |
| 8     | Julio Estanguet           | Can-Am Renegade 850XXC | 58:21:01 | + 15:19:07 |
| 9     | Carlos Verza              | Yamaha YFM700 R        | 60:20:53 | + 17:18:59 |
| 10    | Emilio Choy               | Yamaha Raptor 700      | 60:38:44 | + 17:36:50 |

### SxS
| Rank. | Piloto                    | Marca               | Tiempo   | Diferencia |
| ----- | ------------------------- | ------------------- | -------- | ---------- |
| 1     | Francisco López Contardo  | Can-Am Maveric      | 42:19:05 | -----      |
| 2     | Gerard Farrés             | Can-Am Maveric      | 43:21:40 | + 1:02:35  |
| 3     | Reinaldo Varela           | Can-Am Maveric X3   | 43:24:24 | + 1:05:19  |
| 4     | Casey Currie              | Can-Am Maveric X3   | 44:51:56 | + 2:32:51  |
| 5     | Rodrigo Moreno Piazzoli   | Can-Am Maveric X3RS | 45:29:30 | + 3:10:25  |
| 6     | Marcos Baumgart           | Can-Am Maveric X3   | 46:07:07 | + 3:48:02  |
| 7     | Miguel Jordao             | Can-Am Maveric      | 47:01:02 | + 4:41:57  |
| 8     | José Antonio Hinojo López | Can-Am Maveric X3   | 47:25:01 | + 5:05:56  |
| 9     | Cristian Baumgart         | Can-Am Maveric X3   | 47:41:33 | + 5:22:28  |
| 10    | Serguéi Kariakin          | BRP Maveric X3      | 50:44:58 | + 8:25:53  |